# Кленчин, Михаил Александрович
Михаи́л Алекса́ндрович Кле́нчин (17 ноября 1980, Алма-Ата, Казахская ССР, СССР — 11 декабря 2015, Алма-Ата, Казахстан) — казахстанский юрист, общественный деятель, председатель Национального фонда развития финансовых услуг.

## Биография
Родился в семье ученых. Учился в средней школе № 39, а  окончил в 1997 школу-гимназию № 25 г. Алматы, в 2002 — юридический факультет Казахской академии труда и социальных отношений.
Впервые обнаружил в себе задатки юриста ещё в детском саду. Дело в том, что большинство детишек как правило вынуждены спать в глубине комнаты. И лишь самые проворные успевали занять малочисленные кроватки возле окна.Счастливцы получали дополнительные привилегии–  интересные звуки, доносившиеся с улицы, и свежий ветерок.  Понятно, что бои за право занять такой «люкс» происходили нешуточные. Михаил, оценив ситуацию, был в группе первым, кто предложил спасть возле окна по очереди, тем самым установив справедливость.
Школьные годы для Михаила Кленчина пролетели столь незаметно, что он даже и не успел задуматься о том, что его будущая профессия будет связана с юриспруденцией. «В подростковом возрасте все отстаивают свои права, не имея никакого образования. Неважно, перед родителями, учителями, обществом. Каждый хочет постоять за себя. И это нормальное явление»,– отмечал юрист.
Так получилось, что свою специальность Михаил выбрал совершенно случайно. Не зная, куда пойти учиться после школы, будущий юрист мечтал попробовать себя в разных профессиях, даже готовился поступить на театральную специальность. Но потом своё дело сделал случай.«Мой друг ходил на подготовительные юридические курсы, и я пошел туда за компанию. Мне повезло, что случайный неосознанный выбор оказался удачным и правильным»,– вспоминал Кленчин.
Свое первое дело,  будущий успешный юрист помнил очень хорошо. Это было выдел доли из квартиры, находящейся в общей собственности.
Юрист, по его мнению, не может изменить весь мир к лучшему. Но он способен изменить к лучшему частичку жизни своего доверителя. И делает все возможное для защиты интересов своего клиента, поэтому он не может и не должен в это время думать о всем мире в глобальном смысле.
Работал корпоративным юристом, занимал руководящие должности в юридических компаниях, с 2007 года занимался частной практикой. С ноября 2014 года — председатель Национального фонда развития финансовых услуг.
Являлся председателем общественного совета РОО «Первый антикоррупционный медиацентр», членом Палаты налоговых консультантов Казахстана, Республиканского общественного совета по поддержке предпринимательства при партии «Нур Отан», Коллегии коммерческих юристов «Kazakhstan Bar Association», совета по защите прав предпринимателей НПП РК «Атамекен».

## Известные дела
- В 2008 году выиграл суд о восстановлении на работе инспекторов дорожной полиции Алматинской области, уволенных из органов внутренних дел из-за скандала с незаконным освидетельствованием водителя и якобы имевшем место вымогательстве на посту «Луга-Рубеж», о чём неоднократно выходили публикации в СМИ[6].
- В 2012 выиграл в Алматинском районном суде города Астаны судебный процесс против МВД Казахстана об исключении из Приказа МВД от 23.8.2005 года № 504 «Об утверждении Правил регистрации и учёта лиц, пользующихся транспортными средствами на основании доверенности» нормы, запрещающей эксплуатацию транспортных средств водителями по доверенности без регистрации[7]; позже апелляционная инстанция по протесту прокурора отменила решение суда первой инстанции[8].
- В сентябре 2013 года представлял интересы Шарипова Токтагула по делу о взыскании причинённого вреда в результате пожара в особняке, арендованном консулом России в Республике Казахстан, в размере 196 млн тенге и наложении арестов на счета Генерального Консульства РФ в Республике Казахстан[9].
- В марте 2015 года выступил в защиту Жандоса Курманбаева, который был оштрафован на 396 400 тенге за то, что вывесил из окна своего дома государственный флаг Республики Казахстан[10]; в результате большого общественного резонанса штраф Жандосу Курманбаеву был отменен после вмешательства Генеральной Прокуратуры Республики Казахстан[11].

## Общественная деятельность
В 2015 году стал доверенным лицом кандидата Назарбаева Н. А. на внеочередных выборах президента Республики Казахстан.
Проводил работу по повышению правовой грамотности населения, вел юридические рубрики в различных печатных изданиях, на ТВ и радио, в интернет-СМИ. Один из самых популярных блогеров казахстанского сегмента в социальной сети Facebook, блог-платформе Yvision и других. 

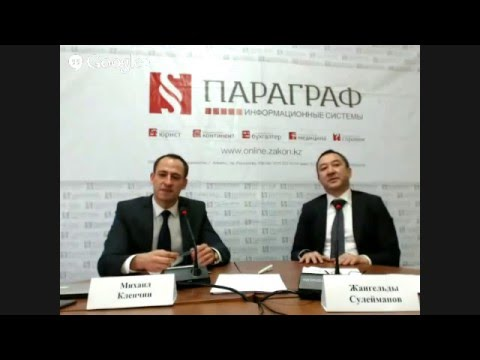
Михаил Кленчин и Жангельды Сулейманов на площадке ПРАВМЕДИА, обсуждение нововведений казахстанского права 2014.

Являлся: Членом Коллегии коммерческих юристов «Kazakhstan Bar Association»; Членом Совета по защите прав предпринимателей при Национальной палате предпринимателей РК; Членом Палаты налоговых консультантов.
Впервые в Республике Казахстан, г. Алматы в сентябре 2013 года прошла социальная акция "Народный юрист". Ее провел казахстанский юрист Михаил Кленчин при поддержке информационной системы «Параграф».
Жангельды Сулейманов предложил продолжить его начинание уже после его смерти, пригласив для оказания консультаций юристов, специализирующихся в разных отраслях права.
«Тогда он один отвечал на все вопросы. Я решил продолжить эту идею, но мы решили сделать немного по-другому, трудно одному юристу знать все области права, - рассказал Жангельды Сулейманов. - Я пригласил специалистов в разных областях права».
На сегодняшний день акция «Народный юрист» с успехом прошла в ряде городов Казахстана: Алматы, Астане, Караганде, Костанае, Петропавловске, Уральске, Шымкенте, Талдыгоргане и стала доброй традицией. В ней приняли участие более 100 юристов, около трех с половиной тысяч человек получили бесплатные консультации юристов, адвокатов, судебных исполнителей, нотариусов, руководителей государственных органов. Подобные мероприятия планируется проводить на постоянной основе.

## Награды и признание
- победитель премии «Люди года — 2013» по версии журнала Vласть.
- посмертно награждён званием «Народный юрист года — 2015» по версии Казахстанской лиги юристов[13].

## Смерть
В ночь с четверга на пятницу 11 декабря 2015 года известный юрист был найден застреленным в своём доме. При осмотре места происшествия следственно-оперативная группа обнаружила и изъяла оружие «Сайга», зарегистрированное на имя самого гражданина Кленчина М. Рядом с телом, помимо карабина, находилось две гильзы и один патрон.
В понедельник, 14 декабря 2015 года, в зале ритуальных церемоний при Центральной клинической больнице медицинского центра управления делами Президента РК состоялось  прощание с известным юристом Михаилом Кленчиным. Проводить в последний путь  пришли около 100 человек. Сразу после окончания траурной церемонии в ДВД города Алматы состоялся брифинг по факту гибели Михаила Кленчина, где официальный представитель ДВД Алматы Салтанат Азирбек заявила, что следов криминала на месте происшествия не обнаружено.
Похоронен на Западном кладбище в поселке Бурундай.